# الاقتصاديات العربية (جريدة فلسطينية)
الاقتصاديات العربية هي جريدة فلسطينية نصف شهرية صدرت في القدس بين الاعوام 1935 إلى 1937، عن شركة المطبوعات العربية المحدودة لأصحابها فؤاد سابا، عادل جبر، توفيق فرح.